# Sergio Rodríguez Reche
Sergio Rodríguez Reche (Pamplona, 22 de febrero de 1992) es un ciclista español que fue profesional entre 2017 y 2021.
Como amateur ganó una etapa de la Vuelta a León de 2017 y se proclamó campeón de España en categoría élite el mismo año.

## Palmarés
- No consiguió ninguna victoria como profesional.